# Eupithecia arenosa
Eupithecia arenosa es una especie de polilla de la familia Geometridae. La especie fue descrita por primera vez por William Warren habiendo sido descrita en 1907, con distribución en China. El sintipo de la especie fue descrita en el norte de Yuennan, A-tun-tse, Talsohle, a una altitud de 3000 metros (9842,5 pies).